# Nunataki Ershova
Nunataki Ershova är en nunatak i Antarktis. Den ligger i Östantarktis. Storbritannien gör anspråk på området. Toppen på Nunataki Ershova är 1 403 meter över havet.
Terrängen runt Nunataki Ershova är platt. Trakten är obefolkad. Det finns inga samhällen i närheten.